# Desa Simbang (administrativ by i Indonesien, lat -7,47, long 109,49)
Desa Simbang är en administrativ by i Indonesien.   Den ligger i provinsen Jawa Tengah, i den västra delen av landet, 300 km öster om huvudstaden Jakarta.